# Veeweide
Veeweide (Frans: Veeweyde) is een wijk van de Belgische gemeente Anderlecht in het Brussels Hoofdstedelijk Gewest. De wijk ligt in het zuiden van de gemeente.

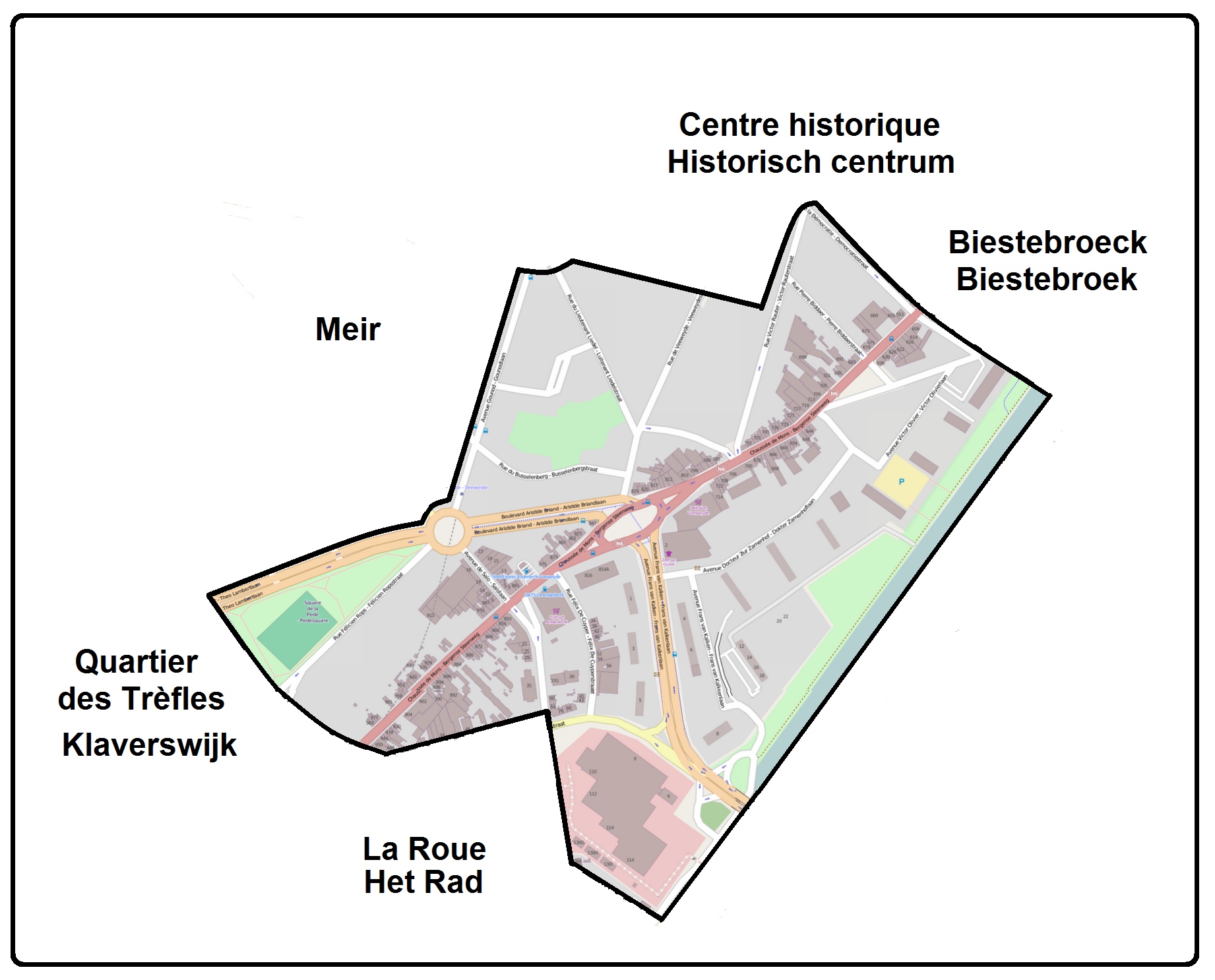
Kaart Veeweide

## Geschiedenis
Veeweide was vroeger een landelijk gehuchtje, dat steeds kerkelijk en bestuurlijk afhankelijk was van Anderlecht. Het ontstond in de middeleeuwen; oude vermeldingen van de plaats dateren uit 1233 als Veeweyden. Ook de Ferrariskaart uit de jaren 1770 toont nog een landelijk gehucht Veeweyde langs de Bergensesteenweg (Chaussée de Mons à Bruxelles), net ten zuiden van centrum van Anderlecht. De volgende eeuwen raakte het helemaal opgeslorpt door de groeiende Brusselse agglomeratie.

## Verkeer en vervoer
- Het metrostation Veeweide werd naar de plaats genoemd.
- Door de wijk loopt de Bergensesteenweg (N6), de oude weg van Brussel naar Bergen.

Aa · Biestebroek · Birmingham · Broek · Buffon · Dageraad (Aurore) · Goede Lucht (Bon Air) · Klein Eiland · Kuregem · Meir · Mijlemeers · Moortebeek · Neerpede · Peterbos · Poxcat · Het Rad · Scherdemaal · Scheut · Scheutveld · Veeweide · Vijverswijk · Vlazendaal · Vogelenzang · Waasbroek